# Tramvajová trať Moravské náměstí – náměstí Svobody – Hlavní nádraží

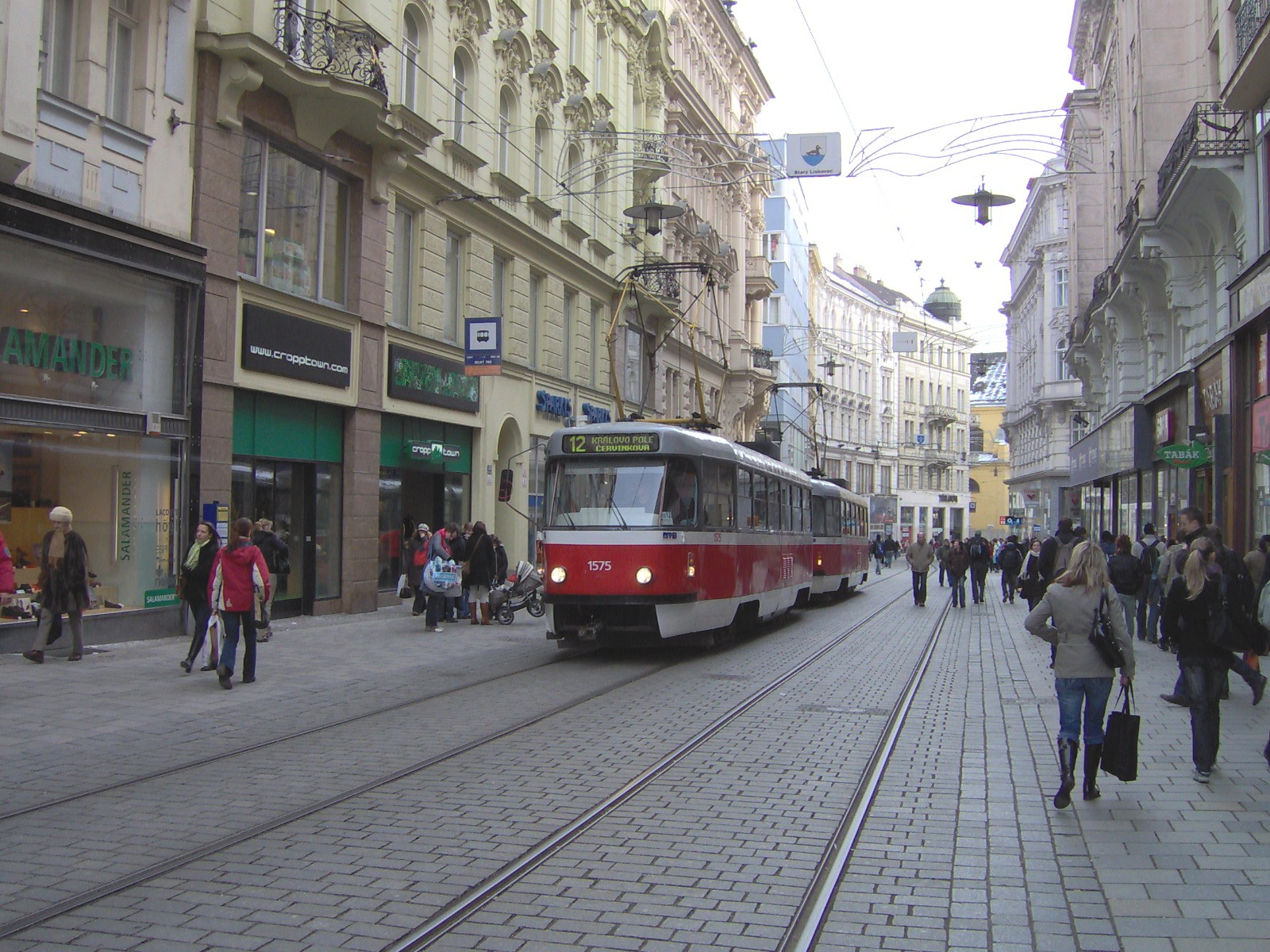
Souprava tramvají Tatra T3M v pěší zóně v Masarykově třídě

Tramvajová trať Moravské náměstí – náměstí Svobody – Hlavní nádraží je částí brněnské tramvajové sítě. Jako jediná trať v současnosti vede přes historické centrum Brna a její existence vyvolává mezi představiteli i obyvateli města spory. Celá trať byla zprovozněna v roce 1901 a během historie byl na ní již dvakrát přerušen provoz (vyjma výluk při opravách či válečných událostech). Trať vede z Moravského náměstí (křižovatka s tratí po Joštově ulici) ulicí Rašínovou na náměstí Svobody a dále Masarykovou třídou na křižovatku s Nádražní ulicí, kde se napojuje na část „tramvajového okruhu“ kolem historického centra Brna –
trať kolem hlavního nádraží.

## Historie

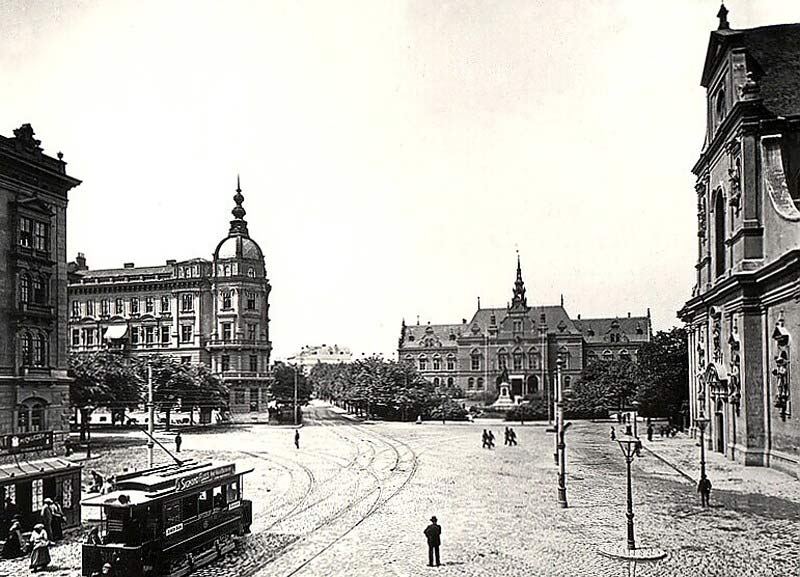
Kolejová situace před kostelem svatého Tomáše v roce 1906

Trať z Lažanského (dnes Moravského) náměstí přes Velké náměstí (Svobody) k hlavnímu brněnskému nádraží byla vystavěna na přelomu let 1900 a 1901, k jejímu zprovoznění došlo 2. února 1901. Její stavba byla zakotvena ve smlouvě mezi městem Brnem a společností Oesterreichische Union Elektrizitäts Gesellschaft (Oe. U. E. G.), která tuto elektrárenskou firmu zavázala k elektrifikaci tratí parní tramvaje a výstavbě několika dalších nových úseků elektrické tramvaje. Tato smlouva ale původně počítala s vedením tratě ulicí Rudolfovou (Českou), neboť dnešní Rašínova ulice ještě neexistovala (byla proražena na přelomu 19. a 20. století).
Trať měla délku přibližně 900 m a byla částečně dvojkolejná. Od Lažanského (Moravského) náměstí až do jižní části Velkého náměstí (Svobody) byla trať dvojkolejná, zbytek po ulici Ferdinandově (Masarykově) byl jednokolejný s jednou výhybnou před kostelem sv. Máří Magdalény. Na severní straně Velkého náměstí (Svobody) koleje křížily koncový úsek jednokolejné tramvajové trati po Kobližné ulici. Proto zde vznikl kolejový oblouk umožňující jízdu z Kobližné směrem na Lažanského (Moravské) náměstí. Protože prostorové podmínky neumožňovaly vybudování oblouku i pro druhý směr, vznikla v Kostelní (Rašínově) ulici kolejová spojka mezi pravou a levou kolejí. Vozy jedoucí od Lažanského (Moravského) náměstí tak musely po spojce přejet na druhou kolej (do protisměru) a dále obloukem pokračovat na jednokolejnou trať v Kobližné ulici.
Ke zdvoukolejnění oblouku a kousku tratě po ústí Kobližné na Velké náměstí (Svobody) a ke zrušení koncového úseku kolem morového sloupu po ústí Rudolfovy ulice na náměstí a mezikolejové propojky v Liechtensteinově (Rašínově) došlo v roce 1903. 20. července 1906 byla na Velké náměstí (Svobody) přivedena trať z Klášterního (Mendlova) náměstí, nebyla ale s ostatními tratěmi propojena, byla ukončena kolejovým rozvětvením u morového sloupu. K propojení došlo až 9. května 1913, trať ze Zámečnické ulice byla plynule napojena na trať po Kobližné ulici bez jakéhokoliv oblouku na křižující trať (koncový úsek tratě byl zrušen). V červnu 1910 byl zahájen provoz na druhé koleji ve Ferdinandově (Masarykově) třídě. Celá trať Lažanského (Moravské) náměstí – Hlavní nádraží tak byla dvoukolejná.
V roce 1926 byl na náměstí Svobody postaven tzv. hříbek – objekt uprostřed náměstí s čekárnou, prodejnou a veřejnými záchody. Kvůli tomu byl na několik měsíců přerušen provoz na lince č. 2 od Ústředního hřbitova, která byla ukončena na náměstí Svobody před křížením tratí. Tzv. hříbek byl zbořen v roce 1965. 28. května 1928 byl při příležitosti příprav na Výstavu soudobé kultury zprovozněn dvoukolejný oblouk mezi Masarykovou třídou a Nádražní třídou (směrem na Nové sady).
6. května 1942 byla zrušena nevyhovující trať mezi náměstím U městského dvora (Šilingrovo) a náměstím Viktoria (Svobody) ulicemi Dominikánskou a Zámečnickou. 1. května 1952 byl usnesením rady Ústředního národního výboru (ÚNV) v Brně zrušen tramvajový provoz v Masarykově třídě (úsek náměstí Svobody – Hlavní nádraží), již 21. prosince téhož roku ale byl obnoven. 1. září 1958 byla zrušena trať z náměstí Svobody Gagarinovou třídou (Kobližnou) na Malinovského náměstí. Tramvajová trať náměstí Rudé armády (Moravské) – náměstí Svobody – Hlavní nádraží tak zůstala jedinou v historickém centru města Brna.
Od roku 1992 probíhala výstavba kolektoru pod Masarykovou třídou. 9. prosince téhož roku byla na náměstí Svobody vložena mezikolejová spojka a od 11. prosince 1992 zde byla úvraťově ukončena tramvajová linka č. 4 (s využitím obousměrných tramvají Tatra KT8D5). Provoz po Masarykově třídě byl obnoven 25. srpna 1994. V roce 1998 byla zrekonstruován i povrch Masarykovy třídy. Od 1. června do 28. října zde nejezdily tramvaje, jediná denní linka č. 4 byla odkloněna ulicemi Husovou (směr Obřany) a Rooseveltovou (směr Masarykova čtvrť). Od 1. února 1999 byl rozhodnutím Magistrátu města Brna zrušen provoz pravidelné tramvajové linky na celé trati Moravské náměstí – náměstí Svobody – Hlavní nádraží. Trať ale zůstala zachována a byla dále příležitostně využívána při výlukách, jiných mimořádných událostech či pro historickou tramvajovou linku.

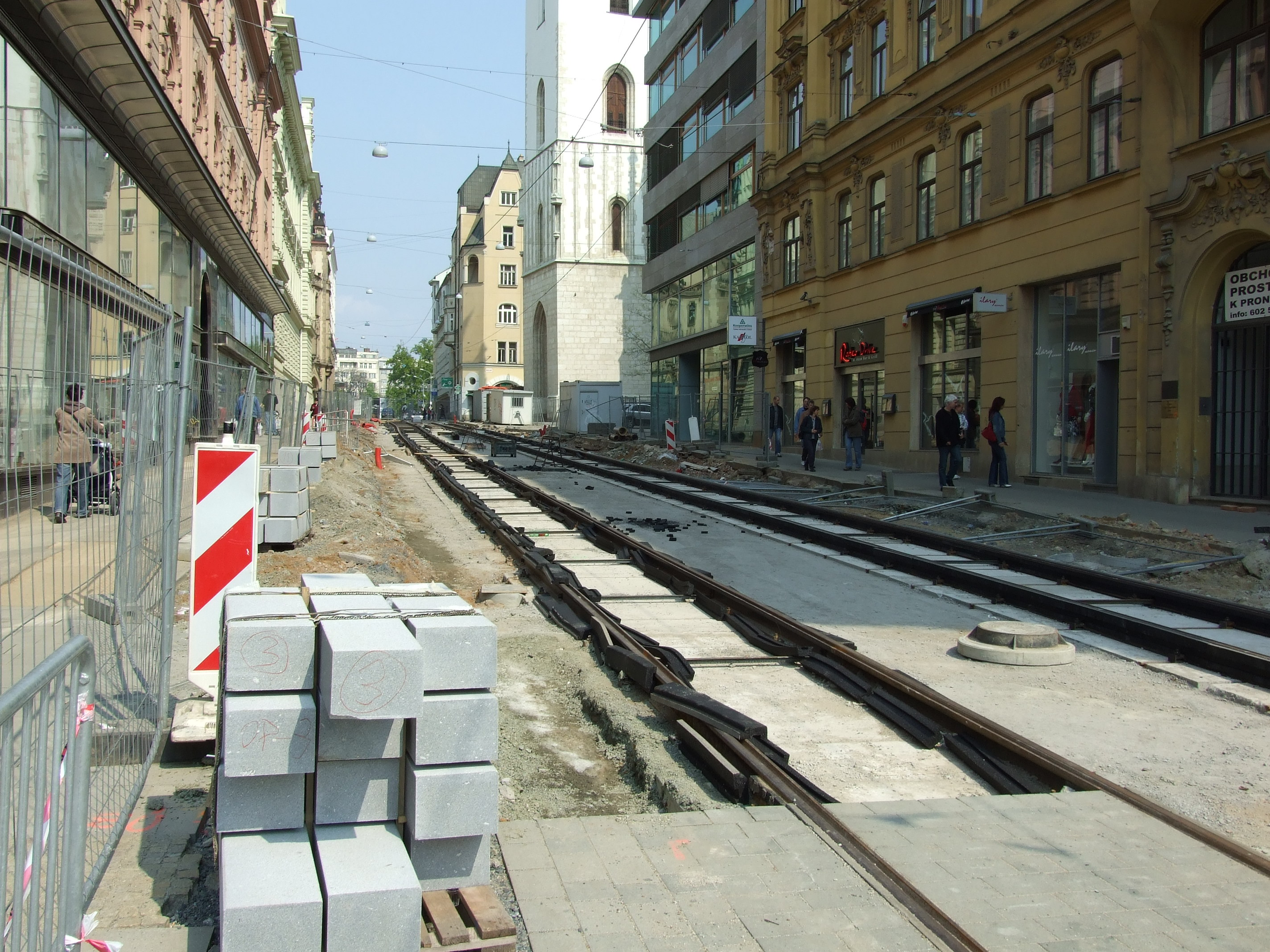
Rekonstrukce Rašínovy ulice v roce 2008

V červenci a srpnu 2005 byly rekonstruovány koleje na Moravském náměstí (křižovatka Moravské náměstí – Rašínova – Joštova a úsek k zastávce linek směrem do Králova Pole a Řečkovic). Od 1. listopadu 2005 byla celá trať uzavřena, neboť v úseku přes náměstí Svobody byly zcela demontovány koleje, jako příprava pro celkovou rekonstrukci náměstí, která začala v první polovině roku 2006. V květnu 2006 již byly koleje položeny (byla zvětšena osová vzdálenost kolejí), 25. května byla v Rašínově ulici před budovou lázní vložena mezikolejová spojka umožňující otáčení obousměrné historické tramvaje, jejíž provoz zde byl plánován po ukončení rekonstrukce náměstí Svobody. Oprava náměstí byla slavnostně ukončena 18. října 2006 a o den později zde byl zahájen provoz historické tramvajové linky H v trase Lázně Rašínova – náměstí Svobody – Nové sady. Již 14. října se ale na opravenou trať vydaly i tramvaje v běžném provozu, důvodem byla krátkodobá výluka na Rooseveltově ulici. Pravidelná doprava byla na trati z Moravského náměstí na hlavní nádraží obnovena až 1. listopadu 2006 (při této příležitosti byla přejmenována zastávka Orlí na Zelný trh). Původně se mělo jednat pouze o zkušební provoz, městští radní však v červnu 2007 rozhodli, že zde běžná tramvajová linka zůstane zachována. Od 1. září 2007 do 27. června 2008 proběhla kompletní rekonstrukce Rašínovy ulice (inženýrské sítě a komunikace, mezikolejová spojka zůstala zachována), v tomto období tedy byla další (zatím poslední) dlouhodobá výluka na trati Moravské náměstí – náměstí Svobody – Hlavní nádraží.

## Trasa a zastávky

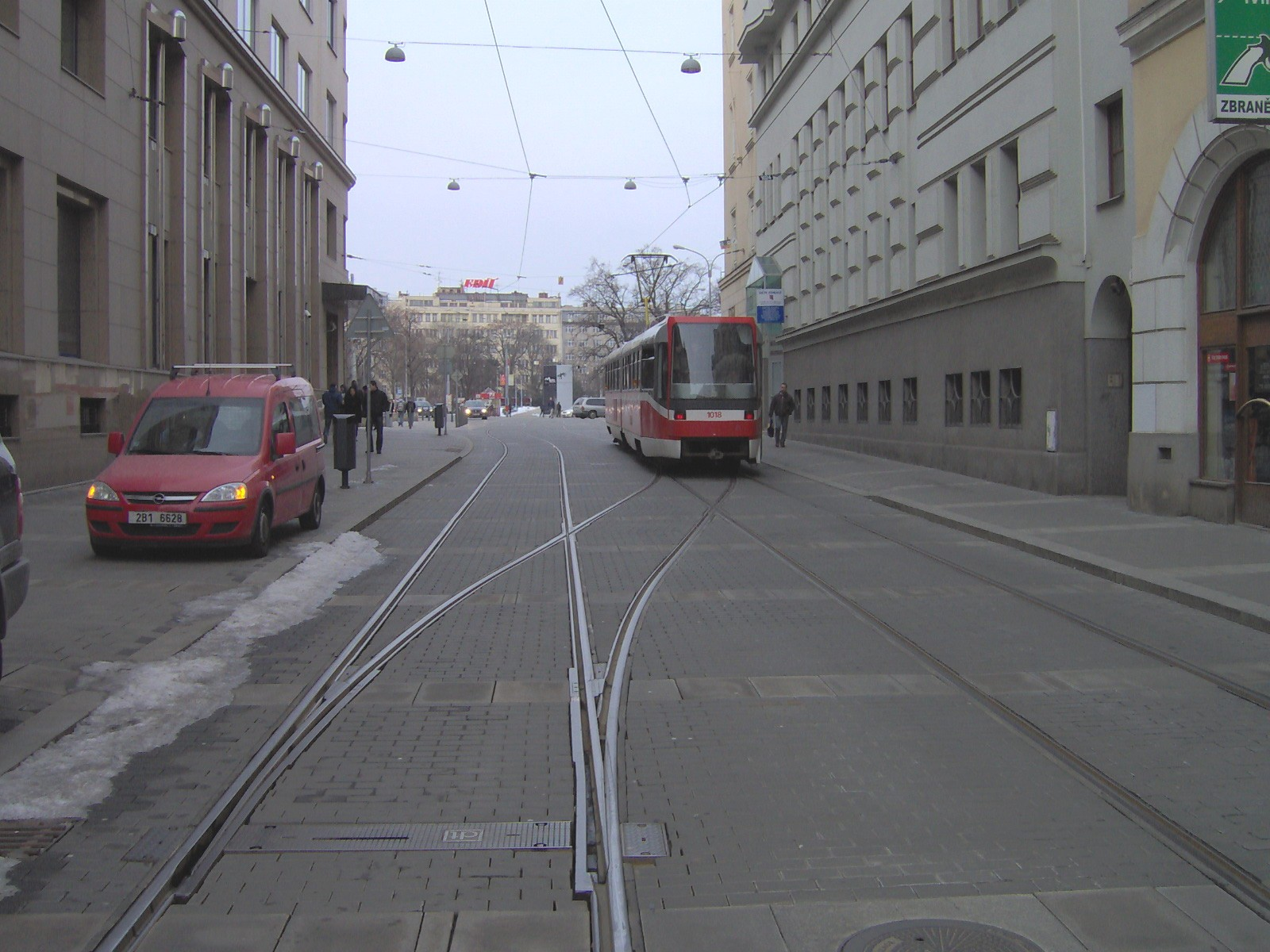
Mezikolejová spojka v Rašínově ulici

Trať začíná v prostoru Moravského náměstí před kostelem svatého Tomáše, kde se nachází kolejová křižovatka s tratí z Moravského náměstí do Joštovy ulice. Dále trať vede Rašínovou ulicí na náměstí Svobody, které přetíná v severo-jižním směru. V jižním cípu náměstí směřuje do Masarykovy třídy, po které vede až k jejímu ústí do Nádražní ulice, kde se nachází kolejová křižovatka s tratí kolem hlavního nádraží.
Celá trať se nachází v historickém centru města, s omezeným, či zakázaným vjezdem automobilů (vyjma křižovatky na Moravském náměstí, která je pokryta živicí – asfaltovým povrchem). Po Rašínově trať vede uprostřed ulice s chodníky okolo, automobily, kterým je sem vjezd omezen, jezdí po kolejích – trať je po rekonstrukci pokryta dlažbou. Úsek přes náměstí Svobody a po Masarykově třídě, kam je vjezd automobilům zakázán, je veden ve výškové úrovni okolních ploch, nejsou zde žádné chodníky, neboť se jedná o pěší zónu. Podobně jako v Rašínově ulici je i zde povrch tratě i okolních ploch vydlážděn.
- křižovatka Moravské náměstí – Rašínova – Joštova, odbočení tratě z tratě po Joštově ulici
- mezikolejová spojka Lázně Rašínova umožňující obrat obousměrných vozů
- Náměstí Svobody, obousměrná zastávka s nástupem z chodníku
- Zelný trh, obousměrná zastávka, nástup z vozovky
- Hlavní nádraží, občasná obousměrná zastávka využívaná při výlukách
- křižovatka Nádražní – Masarykova, napojení na trať po Nádražní ulici

## Napojení
Křižovatka Moravské náměstí – Rašínova – Joštova: křižovatka tvaru Y, kdy se trať vedoucí po Moravském náměstí větví do ulic Rašínovy a Joštovy, mezi nimiž ale také existují oblouky. V roce 1901 byl zprovozněn oblouk Rašínova – Joštova a přímá trať Rašínova – Moravské náměstí – Brandlova. Roku 1903 byl uveden do provozu oblouk Rašínova – Moravské náměstí, v roce 1938 přímé koleje mezi Moravským náměstím a Joštovou. Po zrušení tratě po Brandlově ulici (přímé koleje z Rašínovy) v roce 1960 vznikla současná kolejová křižovatka.
Křižovatka Nádražní – Masarykova: klasická křižovatka tvaru T. Od roku 1900 v provozu přímý směr po Nádražní ulici. V roce 1901, kdy byla postavena trať po Masarykově, vznikl oblouk do této ulice směrem od hlavního nádraží. Oblouk z Masarykovy směrem na Nové sady byl postaven v roce 1928 při příležitosti Výstavy soudobé kultury (vznik brněnského výstaviště).

## Doprava a linkové vedení

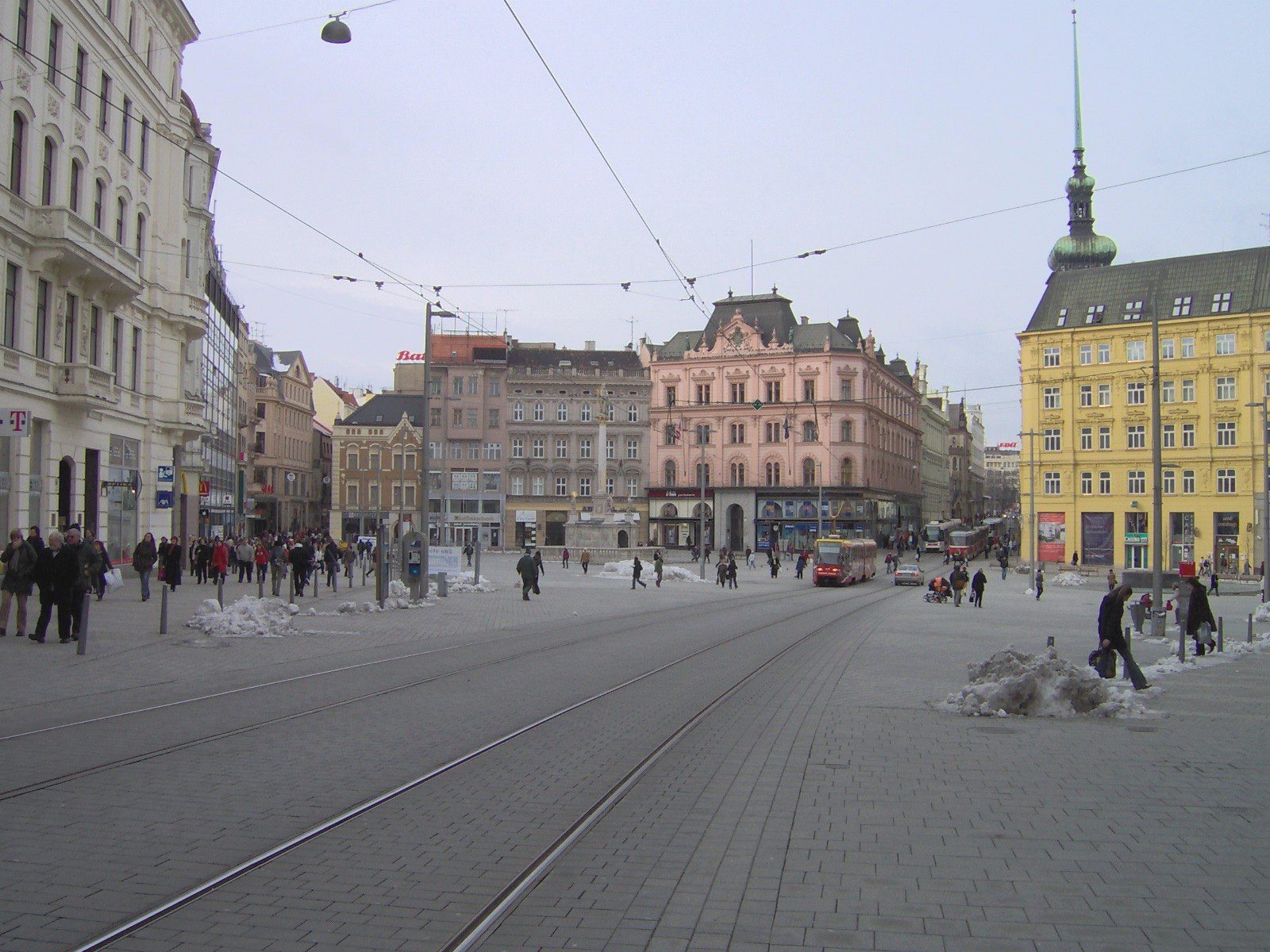
Tramvajová trať přes náměstí Svobody

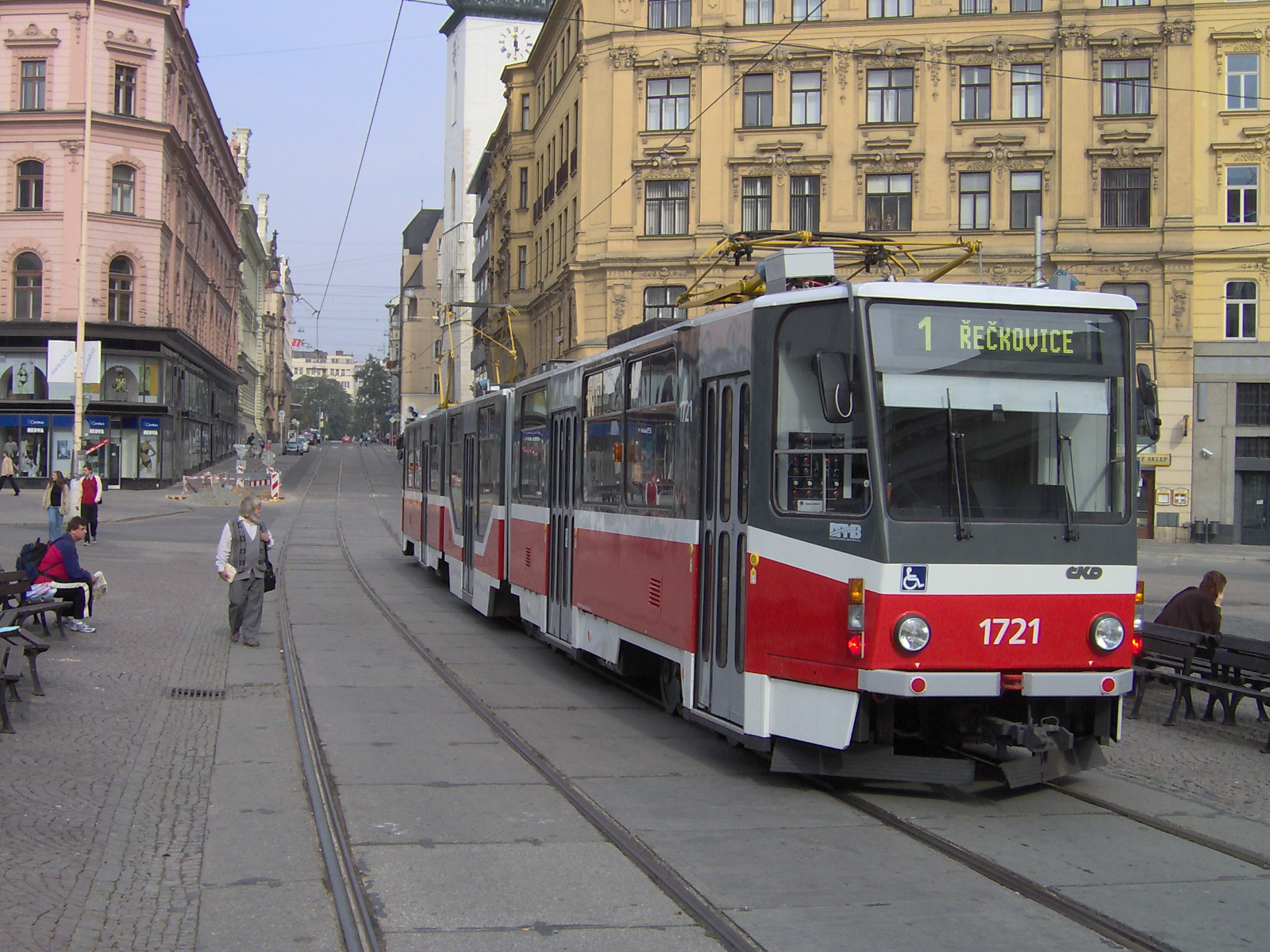
Tramvaj Tatra KT8D5R.N2 na náměstí Svobody při výluce na trati linky č. 1 v roce 2005

Po celé trati Lažanského (Moravské) náměstí – Hlavní nádraží jezdila od zahájení dopravy 2. února 1901 „červená“ linka. Od 2. prosince 1902 ji v úseku Lažanského (Moravské) náměstí – Velké náměstí (Svobody) doplnila „žlutá“ linka, která z Velkého náměstí (Svobody) pokračovala dále ulicí Kobližnou, čímž byl poprvé využit pro pravidelnou linku jednokolejný spojovací oblouk na Velkém náměstí (Svobody). 2. března 1903 byla „žlutá“ linka zkrácena opět na Velké náměstí (Svobody), tentýž den ale byla po celé trati Lažanského (Moravské) náměstí – Hlavní nádraží zavedena „modrá“ linka. „Žlutá“ linka ale byla ještě 12. července téhož roku opět prodloužena z Velkého náměstí (Svobody) dále ulicí Liechtensteinovou (Rašínovou).
11. března 1913 bylo zrušeno označování tramvajových linek barvami a bylo zavedeno jejich číslování. Po celé trati Lažanského (Moravské) náměstí – Hlavní nádraží v té době jezdily linky „červená“ (nově č. 3) a „modrá“ (č. 5), z Lažanského (Moravského) náměstí na Velké náměstí (Svobody) jezdila linka „žlutá“ (č. 4). Toto linkové vedení vydrželo do roku 1915, kdy 23. května byly změněny trasy linek č. 3 a 4. „Trojka“ byla od té doby v provozu pouze po Liechtenteinově (Rašínově), linka č. 4 jezdila po celé trati. 15. dubna 1921 se na trati Lažanského (Moravské) náměstí – Hlavní nádraží objevila nová linka č. 6, za rok (6. června 1922) ale byla zrušena. Ve druhé polovině 20. let se na této trati objevila linka č. 6 ještě jednou a během několika let vystřídala několik tras: od 2. května 1926 jezdila jednosměrně v úseku Lažanského (Moravské) náměstí – Hlavní nádraží, od 15. dubna 1927 jezdila „šestka“ obousměrně po celé trati, od 24. června 1927 byla tato linka v provozu jednosměrně v trase Hlavní nádraží – Lažanského (Moravské) náměstí a od 15. října 1931 byla přesunuta do zcela jiné trasy.
Od 1. května 1932 začala mezi Lažanského (Moravským) náměstím a náměstím Svobody jezdit nově linka č. 7. Další linky se na této trati objevily za války. Po celé trati byla od 10. listopadu 1940 v provozu nová linka č. 9, na úsek mezi náměstím Adolfa Hitlera (Moravským) a náměstím Viktoria (Svobody) byly 6. května 1942 přesunuty linky č. 2 a 8, které sem byly přesměrovány ze zrušené tratě po Dominikánské ulici. Ještě tentýž rok (29. listopadu) ale byla zcela zrušena linka č. 5 a od 1. srpna 1943 byla linka č. 9 přesměrována na trať po třídě Horsta Wessela (Husově). Na konci 2. světové války tak po trati náměstí Adolfa Hitlera (Moravské) – náměstí Viktora (Svobody) – Hlavní nádraží projížděly tyto linky:
- pouze úsek náměstí Adolfa Hitlera (Moravské) – náměstí Viktora (Svobody): č. 2, 3, 7, 8
- celá trať náměstí Adolfa Hitlera (Moravské) – Hlavní nádraží: č. 4

Další (ale krátkodobá) změna v linkovém vedení se odehrála v roce 1952. Úsek po Masarykově třídě byl od 1. května uzavřen, linka č. 4 tak byla přesměrována na trať po Husově ulici. 21. prosince téhož roku ale byl provoz pro této trati obnoven a „čtyřka“ vrácena do své původní trasy. Od 24. července 1957 začala po celé trati náměstí Rudé armády (Moravské) – Hlavní nádraží jezdit linka č. 11. Od 1. září 1958 byl zastaven provoz na trati po Kobližné ulici. Linkové vedení bylo vyřešeno následovně: linky č. 2 a 8 byly přesměrovány do jiných tras, linky č. 3 a 7 začaly pojíždět trať z náměstí Rudé armády (Moravského) na hlavní nádraží v celé délce a linka č. 4, aby nedošlo k zahlcení poměrně úzké třídy Vítězství (Masarykovy), byla převedena na trať po Husově ulici. Tento stav ale netrval příliš dlouho, linky č. 3 a 7 byly od 1. srpna 1960 přesměrovány jinam (na trati vnitřním městem tak zůstala pouze linka č. 11). Od 1. února 1962 se k ní přidala linka č. 10, od 5. prosince téhož roku linka č. 13 a od 12. července 1964 i linka č. 12. 3. ledna 1966 byla linka č. 11 přesměrována, na trati přes náměstí Svobody tak zůstaly linky č. 10, 12 a 13.
Tento stav vydržel poměrně dlouho. Další změna se uskutečnila 1. září 1979 kdy linka č. 13 byla přesměrována a na trati přes centrum města nahrazena linkou č. 20. Větších změn se linkové vedení dočkalo 1. června 1986: linky č. 10, 12 a 20 byly přesunuty do jiných tras a po trati náměstí Rudé armády (Moravské) – Hlavní nádraží začaly jezdit linky č. 4 a 22. „Dvaadvacítka“ byla přesunuta do jiné trasy 8. července 1989. Od té doby až do zastavení dopravy 1. února 1999 tak po trati přes historické jádro Brna jezdila pouze linka č. 4.
Na přelomu 20. a 21. století zde byla v provozu historická tramvajová linka (v roce 1999 č. 130, v letech 2000 a 2001 č. 100). Poté již byla trať přes náměstí Svobody využívána pouze výlukách či jiných mimořádných událostech.
Pravidelný provoz zde byl obnoven 19. října 2006 historickou linkou H, kterou 1. listopadu téhož roku vystřídala běžná linka č. 4, která po trati Moravské náměstí - náměstí Svobody – Hlavní nádraží jezdí dosud (vyjma výluk apod.). Důležitou roli hrála trať přes centrum města v létě 2007, kdy byla opravována kolejová křižovatka Česká – Joštova, a od konce června 2008 do konce srpna 2009, kdy byla kvůli komplexní rekonstrukci uzavřena trať po Husově a Pekařské ulici. Kvůli těmto výlukám bylo přes náměstí Svobody vedeno větší množství tramvajových linek.
Od ledna 2013 jezdí po této trase pravidelně i linka č. 9.